# Anita Page
Anita Page, de son vrai nom Anita Evelyn Pomares, est une actrice américaine du cinéma muet et de la période pré-Code, née le 4 août 1910 à Flushing, État de New York, et morte le 6 septembre 2008 à Van Nuys, en Californie (États-Unis).

## Biographie

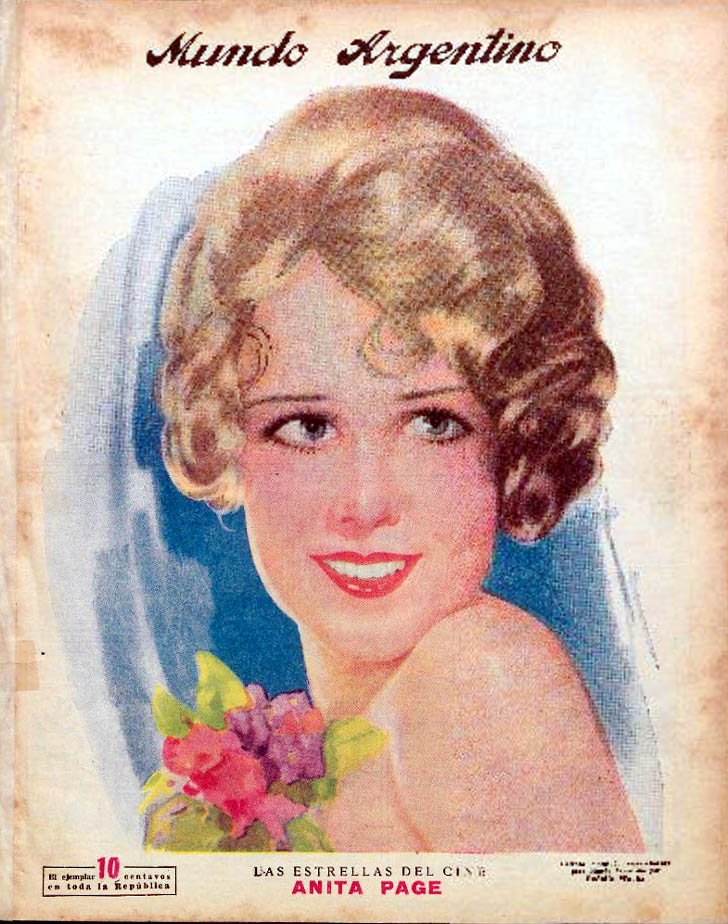
Portrait d'Anita Page en 1929.

Sa carrière au cinéma fut active de 1925 à 1936, en 1963, en 1996 et de 2000 à 2008.
Elle a participé à la 1re Cérémonie des Oscars en 1929 et fait partie du Walk of Fame d'Hollywood.

### Vie personnelle
Elle se maria une première fois le 26 juillet 1934 au compositeur Nacio Herb Brown. Le mariage fut annulé le 5 avril 1935. Elle se remaria le 9 janvier 1937 à Herschel House, avec qui elle eut deux enfants.
Elle a été inhumée à San Diego  (cimetière Holy Cross )

## Filmographie
- 1925 : A Kiss for Cinderella de Herbert Brenon (non créditée)
- 1926 : Le Galant Étalagiste (Love 'Em and Leave 'Em) de Frank Tuttle (non créditée)
- 1927 : Beach Nuts (court-métrage)
- 1928 : Tu te vantes (Telling the World) de Sam Wood : Chrystal Malone
- 1928 : Les Nouvelles Vierges (Our dancing daughters) de Harry Beaumont : Ann 'Annikins
- 1928 : Dans la ville endormie (While the City Sleeps) de Jack Conway : Myrtle
- 1928 : À l'ouest de Zanzibar (West of Zanzibar) de Tod Browning : Une jeune femme (non créditée)
- 1929 : L'Escadre volante (The Flying Fleet) de George W. Hill : Anita Hastings
- 1929 : Broadway Melody (The Broadway Melody) de Harry Beaumont : Queenie Mahoney
- 1929 : Jeunes filles modernes (Our Modern Maidens) de Jack Conway : Kentucky Strafford
- 1929 : Coureur (Speedway) de Harry Beaumont : Patricia 'Pat' Bonner
- 1929 : Navy Blues de Clarence Brown : Alice 'Allie' Brown
- 1929 : Hollywood chante et danse (The Hollywood Revue of 1929) de Charles Reisner
- 1930 : Great Day de Harry Beaumont
- 1930 : Le Metteur en scène (Free and Easy) d'Edward Sedgwick : Elvira Plunkett
- 1930 : Pension de famille (Caught Short) de Charles Reisner : Genevieve Jones
- 1930 : Cœurs impatients (Our Blushing Brides) de Harry Beaumont : Connie Blair
- 1930 : The Little Accident de William J. Craft : Isabel
- 1930 : War Nurse d'Edgar Selwyn : Joy Meadows
- 1931 : Reducing de Charles Reisner : Vivian Truffle
- 1931 : Quand on est belle de Jack Conway : Peg Murdock Feliki
- 1931 : Gentleman's Fate de Mervyn LeRoy : Ruth
- 1931 : Buster millionnaire (Sidewalks of New York) de Jules White et Zion Myers : Margie Kelly
- 1931 : Under 18 d'Archie Mayo : Sophie
- 1932 : Ici New York (Are You Listening?) de Harry Beaumont : Sally O'Neil
- 1932 : Night Court de W. S. Van Dyke : Mary Thomas
- 1932 : Skyscraper Souls d'Edgar Selwyn : Jenny LeGrande
- 1932 : Prosperity (en) de Sam Wood : Helen Praskins Warren
- 1933 : Jungle Bride de Harry O. Hoyt et Albert H. Kelley : Doris Evans
- 1933 : Soldiers of the Storm (en) de D. Ross Lederman : Natalie
- 1933 : The Big Cage (en) de Kurt Neumann : Lilian Langley
- 1933 : J'ai vécu (I Have Lived) de Richard Thorpe : Jean St. Clair
- 1936 : Hitch Hike to Heaven (en) de Frank R. Strayer : Claudia Revelle
- 1963 : Saint Mike
- 1996 : Sunset After Dark
- 2000 : Witchcraft XI: Sisters in Blood (en) de Ron Ford : Sœur Seraphina
- 2002 : The Crawling Brain (vidéo) : Grand-mère Anita Kroger
- 2004 : Bob's Night Out : Socialiste
- 2008 : Frankenstein Rising : Elizabeth Frankenstein

## Distinctions
- WAMPAS Baby Stars en 1929.